# عجمان
شهر عجمان (به عربی: عجمان) شهری در امارات متحده عربی و پایتخت امارت عجمان می‌باشد که در ساحل خلیج فارس واقع است.

## جستارهای وابسته

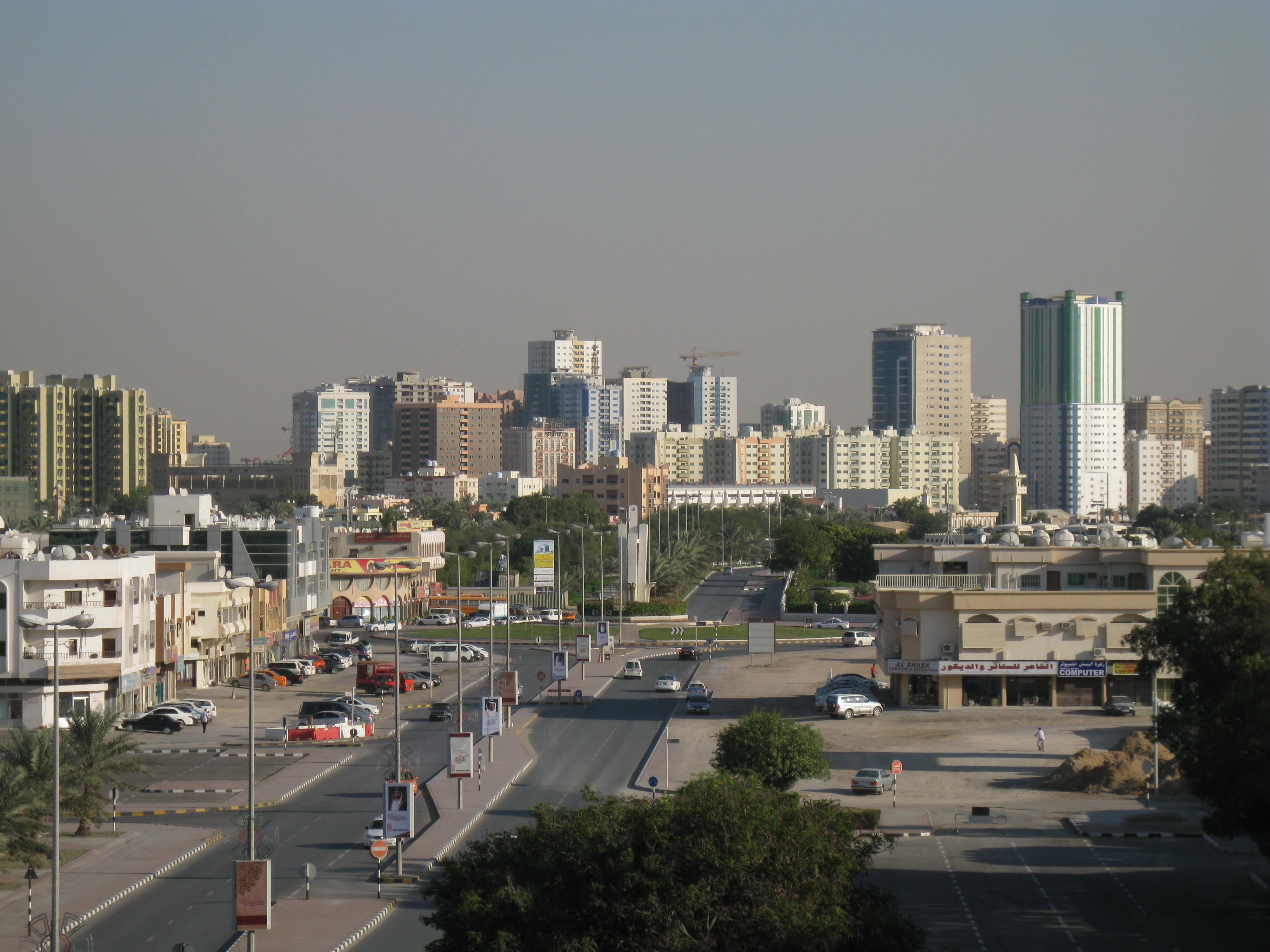

## خصوصیات
شهر عجمان ۲۳۸٬۰۰۰ نفر جمعیت دارد.